# جبرئیل شفیعف
جبرئیل شفیعف (به روسی: Жавраил Шапиев، آوانگاری: زادهٔ ۲۰ آوریل ۱۹۹۷) یک کشتی‌گیر آزادکار روسی‌الاصل اهل ازبکستان است. وی سابقه حضور در المپیک ۲۰۲۰ توکیو و المپیک ۲۰۲۴ پاریس را دارد.
از افتخارات وی می‌توان به کسب مدال برنز بازی‌های آسیایی ۲۰۲۲ اشاره کرد.

## فعالیت حرفه‌ای

### المپیک ۲۰۲۰ توکیو
شفیعف در وزن ۸۶ کیلوگرم کشتی آزاد المپیک ۲۰۲۰ توکیو حاضر بود که در کشتی اول به حسن یزدانی از ایران باخت و با توجه به حضور این کشتی‌گیر در فینال، به دیدار شانس مجدد رفت. او در شانس مجدد استفان ریچموث از سوئیس را شکست داد و به دیدار رده‌بندی راه یافت. وی در دیدار رده‌بندی به‌ آرتور نایفونوف از روسیه باخت و پنجم شد.

### المپیک ۲۰۲۴ پاریس
شاپیف در وزن ۸۶ کیلوگرم کشتی آزاد المپیک ۲۰۲۴ پاریس حاضر بود که در دور اول ولادیمیر گامکرلیدزه از گرجستان را شکست داد اما در دور بعد از محمد رمضانوف از بلغارستان شکست خورد و با توجه به حضور این کشتی‌گیر در فینال، به دیدار شانس مجدد رفت. او در مرحله شانس مجدد الکس مور از کانادا را شکست داد اما در دیدار رده‌بندی به ائرن بروکس از آمریکا باخت و پنجم شد.